# Aeroporto Internacional de Tabriz
O Aeroporto Internacional Tabriz Shahid Madani (em persa: فرودگاه بین‌المللی شهید مدنی تبریز  فرودگاه بین‌المللی  ) (IATA: TBZ, ICAO: OITT) é um aeroporto que serve a cidade de Tabriz, no Irã. É o principal aeroporto desta cidade na província do Azerbaijão Oriental. A pista do aeroporto também é usada pela Base Aérea Tática 2 da Força Aérea da República Islâmica do Irã.[carece de fontes?]
O aeroporto foi danificado pelos ataques aéreos israelenses de 13 de junho de 2025 e, desde 14 de junho, está fechado e todos os voos estão suspensos.

## História
Em junho de 2025, o aeroporto foi danificado em ataques aéreos durante a Operação Leão Ascendente de Israel em 13 de junho de 2025. O foco dos ataques foi em aeronaves militares e hangares de aeronaves. A partir de 14 de junho, o aeroporto permanece fechado com todos os vôos suspensos.